# Philodromus hui
Philodromus hui là một loài nhện trong họ Philodromidae.
Loài này thuộc chi Philodromus. Philodromus hui được miêu tả năm 2002 bởi Yang & Mao.